# Małgorzata Skorupa (skrzypaczka)
Małgorzata Skorupa (właśc. Małgorzata Skorupa-Glinianowicz, ur. 23 sierpnia 1967) – polska skrzypaczka, profesor doktor habilitowana sztuk muzycznych, w latach 2016–2019 prorektor Akademii Muzycznej im. Stanisława Moniuszki w Gdańsku.
 

## Życiorys
W 1984 ukończyła z wyróżnieniem Akademię Muzyczną w Gdańsku w klasie skrzypiec Henryka Keszkowskiego. Kształciła się także w Austrii, we Włoszech i na Węgrzech. W 1996 uzyskała kwalifikacje pierwszego, a w 2002 – drugiego stopnia na macierzystej uczelni. W 2012 otrzymała tytuł profesor sztuk muzycznych.
Współpracowała m.in. z Operą Bałtycką, gdzie w sezonie 1991/92 pełniła funkcję koncertmistrzyni. Obecnie pracuje na stanowisku profesor zwyczajnej w Katedrze Instrumentów Smyczkowych Wydziału Instrumentalnego macierzystej uczelni. W latach 2016–2019 pełniła funkcję prorektor ds. studenckich. Uczy także w Ogólnokształcącej Szkole Muzycznej I i II stopnia w Gdańsku oraz, od 2007, w Zespole Szkół Muzycznych w Gdyni.
Wielokrotnie pełniła funkcje jurorki na krajowych konkursach i przesłuchaniach. Występuje jako solistka i kameralistka. Wraz z pianistą Andrzejem Siarkiewiczem nagrywała dla Polskiego Radia, a z gitarzystą Adamem Matyskiem – nagrań płytowych. Od 2007 gra w lokalnym zespole Trio Sopot, który wykonuje własne utwory, transkrypcje oraz zamawia utwory u współczesnych kompozytorów.
Promotorka doktoratu Karoliny Piątkowskiej-Nowickiej.